# Cratere de Staël
de Staël  è un cratere sulla superficie di Venere. Deve il suo nome alla scrittrice francese Madame de Staël.